# Nazionale femminile di pallavolo di Malta
La nazionale femminile di pallavolo di Malta è una squadra europea composta dalle migliori giocatrici di pallavolo di Malta ed è posta sotto l'egida della Federazione pallavolistica di Malta.

## Rosa
Segue la rosa delle giocatrici convocati per i XVII Giochi dei piccoli stati d'Europa.
| N° | Nome              | Ruolo | Data di nascita   | Nazionalità sportiva |
| -- | ----------------- | ----- | ----------------- | -------------------- |
| 1  | Sarah Spiteri     | -     | 15 gennaio 1996   | -                    |
| 3  | Thais Gatt        | C     | 18 ottobre 1983   | -                    |
| 4  | Marloe Falzon     | S     | 20 ottobre 1982   | -                    |
| 5  | Amanda Agius      | S     | 2 maggio 1988     | -                    |
| 6  | Lindsay Cordina   | L     | 26 settembre 1985 | -                    |
| 7  | Daniela Bonnici   | C     | 17 marzo 1984     | -                    |
| 9  | Zane Malasevka    | S     | 22 aprile 1990    | -                    |
| 10 | Francesca Sarcina | C     | 5 giugno 1984     | -                    |
| 13 | Sarah El Gasi     | P     | 21 febbraio 1984  | -                    |
| 14 | Maria Costa       | P     | 18 luglio 1990    | -                    |
| 15 | Isabel Cutajar    | C     | 23 dicembre 1987  | -                    |
| 16 | Alison Borg       | S     | 19 febbraio 1980  | -                    |

## Risultati

### Competizioni CEV
| 2000 | 3º posto        | Convocazioni |
| 2002 | 6º posto        | Convocazioni |
| 2004 | non qualificata | -            |
| 2007 | non qualificata | -            |
| 2009 | non qualificata | -            |
| 2011 | non qualificata | -            |
| 2013 | 5º posto        | Convocazioni |
| 2015 | non qualificata | -            |
| 2017 | non qualificata | -            |
| 2019 | non qualificata | -            |
| 2022 | 1º posto        | Convocazioni |
| 2023 | 4º posto        | Convocazioni |
| 2024 | non qualificata | -            |

### Competizioni zonali
| 1989 | ?               | -            |
| 1991 | ?               | -            |
| 1993 | ?               | -            |
| 1995 | ?               | -            |
| 1997 | ?               | -            |
| 1999 | ?               | -            |
| 2001 | 3º posto        | Convocazioni |
| 2003 | 4º posto        | Convocazioni |
| 2005 | non qualificata | -            |
| 2007 | non qualificata | -            |
| 2009 | non qualificata | -            |
| 2011 | non qualificata | -            |
| 2013 | non qualificata | -            |
| 2015 | non qualificata | -            |
| 2017 | 5º posto        | Convocazioni |
| 2019 | non qualificata | -            |